# Microraptor hanqingi
Microraptor hanqingi es una especie del género extinto Microraptor (gr. "pequeño rapaz") de dinosaurio terópodo dromeosáurido, que vivió a principios del período Cretácico, hace aproximadamente entre 125 y 113 millones de años, en el Aptiense, en lo que hoy es Asia. Hay tres especies descritas: Microraptor zhaoianus, Microraptor  gui y Microraptor  hanqingi, aunque estudios posteriores han sugerido que todos ellos representan una variación en una sola especie, que se llama propiamente Microraptor zhaoianus. El género Cryptovolans, inicialmente descrito como otro dinosaurio de cuatro alas, generalmente se considera un sinónimo de Microraptor.